# Anne Holt
Anne Holt (ur. 16 listopada 1958 w Larvik) – norweska pisarka, prawniczka i polityk.

## Życiorys
Dorastała w Lillestrøm i Tromsø. W 1986 r. ukończyła prawo na Uniwersytecie w Bergen. Później pracowała w państwowej telewizji NRK i w Komendzie Policji w Oslo. W 1994 rozpoczęła własną praktykę prawniczą. Od 25 listopada 1996 do 4 lutego 1997 pełniła urząd ministra sprawiedliwości w gabinecie Torbjørna Jaglanda. Ustąpiła ze stanowiska z powodów zdrowotnych.

## Twórczość literacka
W 1993 r. debiutowała kryminałem Blind gudinne (Ślepa bogini, wyd. pol. 2011), pierwszym z serii o obdarzonej niezwykłą intuicją policjantce lesbijce Hanne Wilhelmsen ukrywającej swoją orientację seksualną przed kolegami z pracy i zwierzchnikami. W 2001 r. Holt wydała książkę Det som er mitt (To, co moje, wyd. pol. 2008) będącą początkiem cyklu o policyjnej profilerce Inger Johanne Vik i jej życiowym partnerze Ingvarze Stubø, nie mogącym się do końca otrząsnąć z rodzinnej tragedii – śmierci żony i córki w nieszczęśliwym wypadku. Para bohaterów zmaga się nie tylko z wyjaśnianiem motywów i szukaniem sprawców zbrodni popełnianych w pozornie spokojnym społeczeństwie, ale też z wychowywaniem dzieci ze swojego związku i z pierwszego małżeństwa Vik, w tym dziewczynki z podejrzeniem autyzmu.
W 2010 r. Anne Holt razem z bratem lekarzem Evenem Holtem wydała thriller medyczny Flimmer (Arytmia, wyd. pol. 2012). Anne Holt jest, obok Karin Fossum, najbardziej znaną autorką powieści kryminalnych pochodzącą z Norwegii.

## Życie prywatne
Od 2000 r. pozostaje w zarejestrowanym związku z Anne Christine (Tine) Kjær. Razem wychowują córkę.

## Twórczość
- 1993: Blind gudinne (Ślepa bogini, wyd. pol. 2011)
- 1994: Salige er de som tørster (Błogosławieni, którzy pragną..., wyd. pol. 2011) – nagrodzona Rivertonprisen
- 1995: Demonens død (Śmierć demona, wyd. pol. 2011)
- 1997: Løvens Gap (W jaskini lwa, wyd. pol. 2012), wraz z Berit Reiss-Andersen[1]
- 1999: Død joker (Ósme przykazanie), wyd. pol. 2013)
- 2001: Det er som mitt (To, co moje, wyd. pol. 2008)
- 2004: Det som aldri skjær (To, co się nigdy nie zdarza, wyd. pol. 2010)
- 2006: Presidents valg (Wybór pani prezydent, wyd. pol. 2010)
- 2009: Pengemannen (Materialista, 2011)
- 2012: Skyggedød (W cieniu zdarzeń, wyd. pol. 2014)
- 2010: Flimmer (Arytmia, wyd. pol. 2012), wspólnie z Evenem Holtem